# Fabienne Leloup
Pour les articles homonymes, voir Leloup.
 (juin 2019).
Fabienne Leloup, née le 27 mars 1968 à Angers, est une autrice française, principalement romancière et nouvelliste dans les domaines du fantastique, du roman historique et de la science-fiction. Elle est aussi professeur de français.

## Caractéristiques
L'inconscient joue un grand rôle dans la création de Fabienne Leloup, marquée par les romantiques noirs, les surréalistes et Julien Gracq. Deux personnalités l'ont particulièrement encouragée dans son parcours littéraire : Alain Dorémieux puis Gérald Messadié.

## Publications

### Romans
- Soie sauvage, Éditions Nestiveqnen, 2004[1].
- Le Parfum de l’ombre, Thomas Ragage Éditeur, 2007.
- Maria Deraismes, riche, féministe et franc-maçonne, Paris, Éditions Michel de Maule, 2015.
- Corps Fantômes, Ramsay, 2019.
- Entre elle et lui, Ramsay, 2021.

### Nouvelles

#### Choix de nouvelles isolées
- « Mandrimage », dans l'anthologie Destination crépuscule 1, Le Plessis-Brion, Éd. Destination crépuscule, 1994.
- « Penthouse », dans l'anthologie Territoires de l'inquiétude, no 9, Paris,  Denoël, coll. « Présence du fantastique », 1996.
- « Œuvre de chair », en collaboration avec Alain Dorémieux, dans la revue Ténèbres, no 6, avril 1999.
- « Femme de papier » dans l'anthologie Ténèbres 2000, les futurs maîtres français de la terreur, Paris, Éd. Naturellement, 2000.
- « Le Bruit de la chasse d'eau », dans l'anthologie Une anthologie de l’imaginaire : arcane neuvième, Paris, Éditions Rafael de Surtis, 2001.
- « Promesse d’Orient » dans l’anthologie Les Nouvelles Nuits, Paris, Éditions Nestiveqsnen, mars 2002.
- « Vice pur » dans la revue Galaxies (nouvelle série), no 62, décembre 2019.

#### Recueils
- Limbes obscurs, Sarreguemines, éditions Pierron, septembre 2001.

### Textes divers
- Préface de Tableaux du délire, recueil de nouvelles de Alain Dorémieux, Paris, Denoël, coll. « Présence du futur », no 612, 1999.
- Postface de Surtout, surtout ne pas se retourner, livre illustré par des photographies de Iberio Olivan, textes de Iberio Olivan et de modèles, 2000.
- Préface et textes de Mémoires de soie, livre sur les kimonos pour l’exposition d’Henri Matchavariani, Milan, octobre 2002.
- Préface de Fetish art, livre de photos de nus féminins, Thomas Ragage éditeur, 2006.

Fabienne Leloup a collaboré aux revues  Le Chat Noir (de 1993 à 1995), Supérieur Inconnu (en 1996), Phréatique (en 1999), Le Jardin d’essai  (de 1999 à 2000).